# Made in England Tour
Made in England Tour – trasa koncertowa Eltona Johna z 1995 r., promująca album Made in England. Obejmowała 33 koncerty w Europie i 41 w Ameryce Północnej.

## Program koncertów

### Europa
1. „Someone Saved My Life Tonight”
2. „I Guess That's Why They Call It Blues”
3. „I Don't Wanna Go On With You Like That”
4. „Sacrifice”
5. „Dixie Lilly”
6. „Honky Cat”
7. „Come Down in Time”
8. „House”
9. „Simple Life in Time”
10. „The One”
11. „Take Me to the Pilot”
12. „Made in England”
13. „Funeral for a Friend"/"Love Lies Bleeding”
14. „Rocket Man”
15. „Can You Feel the Love Tonight”
16. „Lies”
17. „Candle in the Wind”
18. „Believe”
19. „Pain”
20. „Saturday's Night Alright for Fighting”
21. „Pinball Wizard” (cover The Who)
22. „Don't Let the Sun Go Down on Me”
23. „Bennie and the Jets”
24. „The Last Song"

### Ameryka Północna
1. „I'm Still Standing”
2. „I Guess That's Why They Call It Blues”
3. „I Don't Wanna Go On with You Like That”
4. „Sacrifice”
5. „Dixie Lilly”
6. „Honky Cat”
7. „Come Down in Time”
8. „Blessed”
9. „Simple Life”
10. „The One”
11. „Take Me to the Pilot”
12. „Made in England”
13. „Someone Saved My Life Tonight”
14. „Don't Let the Sun Go Down on Me”
15. „Bennie and the Jets”
16. „Candle in the Wind”
17. „Levon”
18. „Rocket Man”
19. „Can You Feel the Love Tonight”
20. „Believe”
21. „Pain”
22. „Saturday's Night Alright for Fighting”
23. „Pinball Wizard”
24. „The Bitch Is Back”
25. „Your Song”
26. „Funeral For A Friend"/"Love Lies Bleeding”
27. „The Last Song"

## Lista koncertów

### Europa
- 20 maja – Levin, Francja – Stade Couvert Régional
- 21 maja – Rotterdam, Holandia – Maasop Festival
- 23 maja – Lipsk, Niemcy – Messehalle
- 25 maja – Wiedeń, Austria – Karlsplatz
- 27 i 28 maja – Zurych, Szwajcaria – Hallenstadion
- 30 maja – Bolonia, Włochy – Palatrussardi
- 31 maja – Pordenone, Włochy – Pordenone Parco Gavani
- 2 czerwca – Bruksela, Belgia – Heysel Exhibition Garden
- 3 czerwca – Paryż, Francja – Disney Land
- 4 czerwca – Nancy, Francja – Zenith De Nancy
- 6 i 7 czerwca – Moskwa, Rosja – Pałac Kremlowski
- 9 czerwca – Sztokholm, Szwecja – Ericsson Globe
- 10, 11 i 14 czerwca – Oslo, Norwegia – Oslo Spektrum
- 16 czerwca – Kopenhaga, Dania – Forum Copenhagen
- 17 czerwca – Hamburg, Niemcy – Lüneburg
- 18 czerwca – Poznań, Polska – Stadion Miejski
- 20 czerwca – Berlin, Niemcy – Waldbuhne Amphitheatre
- 22 czerwca – Hamburg, Niemcy – Trabrennbahn Bahrenfeld
- 24 czerwca – Frankfurt, Niemcy – Frankfurt Waldstadion
- 25 czerwca – Düsseldorf, Niemcy – Rheinstadion
- 27 czerwca – Stuttgart, Niemcy – Hanns-Martin-Schleyer-Halle
- 28 czerwca – Lyon, Francja – Halle Tony Garnier
- 30 czerwca i 1 lipca – Monte Carlo, Francja – Sporting Club
- 2 lipca – Monachium, Niemcy – Olympiahalle
- 4 lipca – Pampeluna, Hiszpania – Estadio Reyno de Navarra
- 5 lipca – Nîmes, Francja – Antic Arena
- 7 lipca – Bielefeld, Niemcy – Seidenstickerhalle
- 9 lipca – Zurych, Szwajcaria – Out In The Green

### Ameryka Północna
- 4 sierpnia – Raleigh, Karolina Północna, USA – Walnut Creek Amphitheater
- 5 sierpnia – Bristow, Wirginia, USA – Nissan Pavillion
- 6 sierpnia – Charlotte, Karolina Północna, USA – Blockbuster Pavillion
- 9 sierpnia – Burgettstown, Pensylwania, USA – Star Lake Amphitheater
- 11 i 12 sierpnia – Camden, New Jersey, USA – Blockbuster Sony Center
- 13 sierpnia – Hartford, Connecticut, USA – Meadows Music Theater
- 16, 18 i 19 sierpnia – Mansfield, Massachusetts, USA – Great Woods Center
- 20 sierpnia – Columbia, Maryland, USA – Merriweather Post Pavillion
- 24 i 25 sierpnia – Chicago, Illinois, USA – United Center
- 26 sierpnia – Columbus, Ohio, USA – Polaris Amphitheater
- 29 sierpnia – Cincinnati, Ohio, USA – Riverbend Music Center
- 30 sierpnia – Maryland Heights, Missouri, USA – Riverport Amphitheatre
- 1 i 2 września – Atlanta, Georgia, USA – Lakewood Amphitheater
- 7 września – Portland, Oregon, USA – Memorial Coliseum
- 8 września – Vancouver, Kanada – Pacific Coliseum
- 9 i 10 września – Tacoma, Waszyngton, USA – Tacoma Dome
- 15 i 16 września – Mountain View, Kalifornia, USA – Shoreline Amphitheatre
- 18 września – Salt Lake City, Utah, USA – Delta Center
- 22 i 23 września – Los Angeles, Kalifornia, USA – Hollywood Bowl
- 26 września – Bonner Springs, Kansas, USA – Sandstone Amphitheater
- 28 września – Milwaukee, Wisconsin, USA – Bradley Center
- 29 września – Minneapolis, Minnesota, USA – Target Center
- 2 i 3 października – Montreal, Kanada – Montreal Forum
- 6 i 7 października – Auburn Hills, Michigan, USA – The Palace of Auburn Hills
- 8 października – Cleveland, Ohio, USA – Gund Arena
- 12, 13, 14, 17, 18, 19 i 20 października – New York City, Nowy Jork, USA – Madison Square Garden